# ادن استرادا
ادن استرادا (به انگلیسی: Eden Estrada) با نام مستعار ادن د دال (به انگلیسی: Eden The Doll) (زاده ۲۳ ژوئیهٔ ۱۹۹۵) یک مدل مکزیکی-آمریکایی و فرد تأثیرگذار در رسانه‌های اجتماعی است. او بیش از دو میلیون دنبال کننده در تیک‌تاک و دنبال کنندگان زیادی در اینستاگرام، یوتیوب و اونلی‌فنز دارد. استرادا، که یک زن ترنس است، گذار جنسیت خود را در یوتیوب ثبت کرد. او در مجله وگ حضور داشته و یک مدل پلی‌بوی است.
او در ۱۸ سالگی به عنوان یک زن ترنس آشکارسازی کرد.